# Bloedbad van Santa Cruz
Het Bloedbad van Santa Cruz was een massamoord op Oost-Timorese demonstranten die op 12 november 1991 plaatsvond op het Santa Cruz-kerkhof in Dili, de hoofdstad van Oost-Timor, een land dat op dat moment door Indonesië bezet werd. Aanvankelijk zouden hierbij volgens de Indonesische regering 12 tot 19 studenten bij zijn omgekomen, maar bij nader onderzoek door onder meer Amnesty International bleek dat aantal veel hoger te liggen. In de dagen erna zijn volgens journalist en documentairemaker John Pilger nog eens 200 andere studenten gedood in ziekenhuizen en op politiebureaus.

## Achtergrond

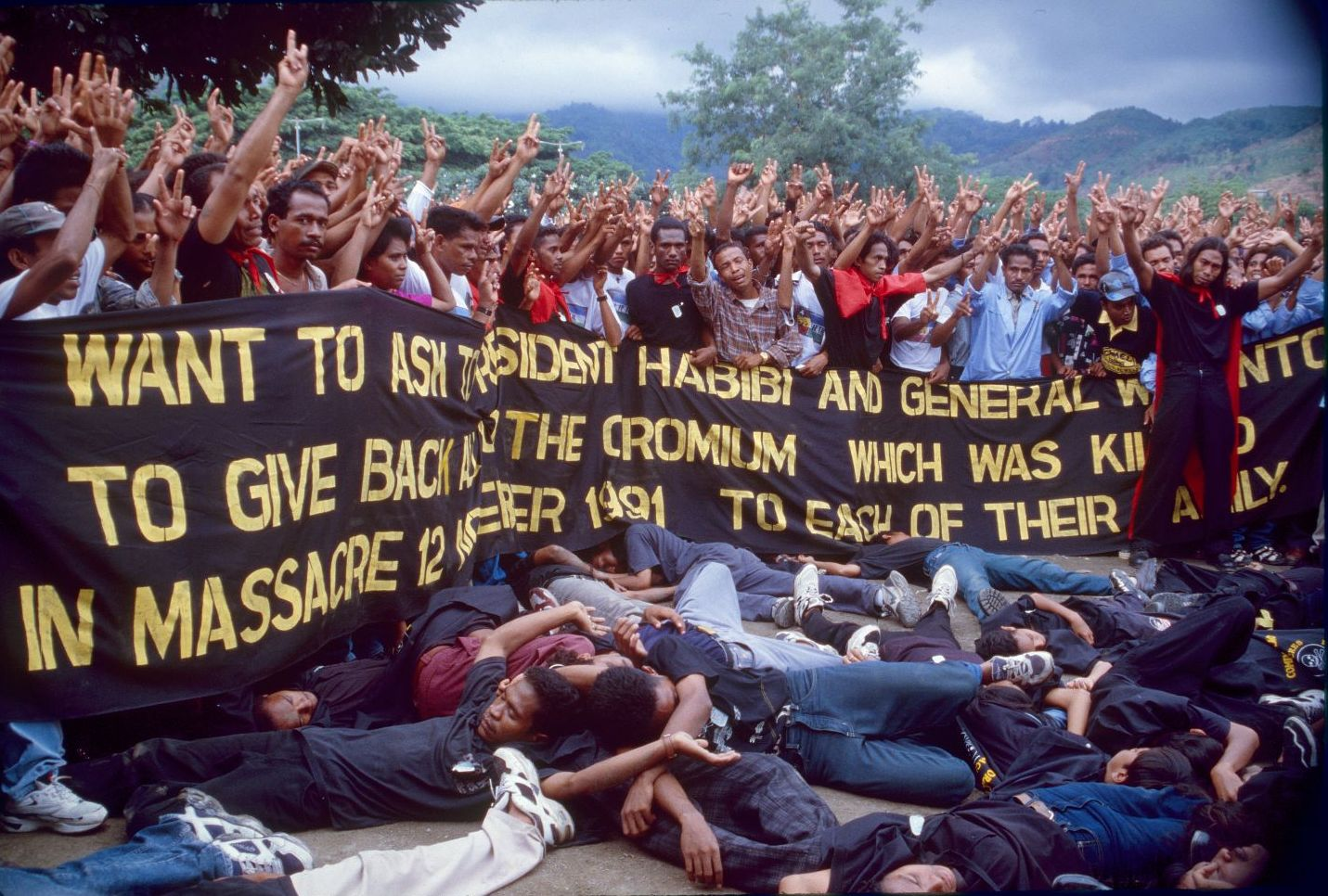
Reënscenering van het Bloedbad van Santa Cruz in november 1998.

In oktober 1991 werd er tijdens een bezoek van de speciale rapporteur van de Verenigde Naties, Pieter Kooijmans, een reis naar Oost-Timor georganiseerd van leden van de Portugese Assembleia da República en een aantal journalisten. Vanwege bezwaren van de Indonesische regering gelastte Portugal dit bezoek echter af. Dit was een teleurstelling voor veel Oost-Timorese onafhankelijkheidsactivisten waarna de spanning tussen hen en de Indonesische regering groeide. Op 28 oktober vond een confrontatie plaats tussen voor- en tegenstanders van onafhankelijkheid waarbij aan beide kanten een slachtoffer viel. Sebastião Gomes werd door Indonesische troepen doodgeschoten en Afonso Henriques liep tijdens een gevecht een dodelijke steekwond op.

## Het bloedbad

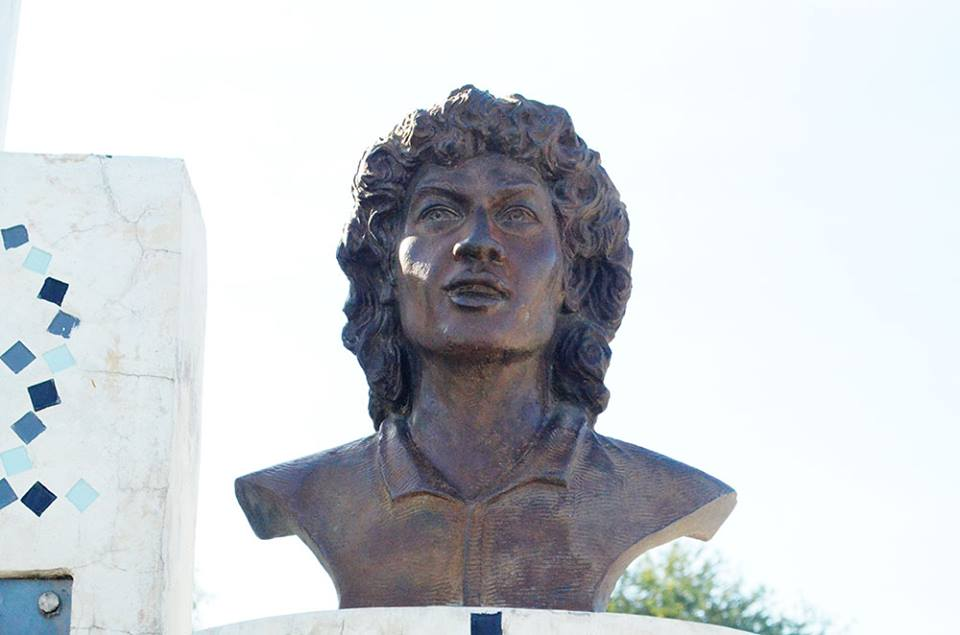
Het graf van Sebastião Gomes

Op 12 november werd een herdenkingsdienst voor Gomes gehouden. Onder de vele aanwezigen was ook de Britse journalist Christopher Wenner, die onder de naam Max Stahl voor Yorkshire Television werkte. Hij legde later die dag de massamoord op videoband vast. De demonstratieve tocht naar de begraafplaats mondde uit in de grootste en meest zichtbare demonstratie tegen de Indonesische bezetting sinds 1975.
Onderweg liep de Indonesische militair majoor Gerhan Lantara bij gewelddadigheden tussen soldaten en demonstranten een steekwond op. Nadat de optocht het kerkhof had bereikt, betraden slechts enkele personen de begraafplaats, terwijl de meesten voor de ingang van het kerkhof met vlaggen bleven zwaaien en leuzen bleven roepen. Op een gegeven moment verschenen 200 extra Indonesische soldaten die het vuur openden op de demonstranten. Een aantal vluchtte toen via de hoofdingang het kerkhof op. De (gewonde) demonstranten die het kerkhof op vluchtten, werden gefilmd door Max Stahl.
De Nederlandse freelance journaliste Saskia Kouwenberg smokkelde de video's van Max Stahl Oost-Timor uit en zorgde ervoor dat de beelden werden uitgezonden in tientallen landen. Het materiaal werd tevens verwerkt in een aantal documentaires zoals In Cold Blood: The Massacre of East Timor die in januari 1992 door de Britse zender ITV werd uitgezonden. 
De Indonesische autoriteiten deden het bloedbad af als een spontane reactie dan wel een misverstand van hun troepen, maar dit valt te betwijfelen gezien het feit dat militairen ook op andere plekken zoals Quelicai, Lacluta en Kraras op grote schaal geweld gebruikten. Het gebruikte geweld werd daarnaast verdedigd door Indonesische politici en beambten zoals Try Sutrisno.

## Nasleep
De beelden van het bloedbad in combinatie met de getuigenissen van journalisten en anderen zorgden voor wereldwijde verontwaardiging en brachten de Indonesische regering in verlegenheid. De solidariteit met Oost-Timor groeide in het algemeen, zodat bijvoorbeeld TAPOL, een in 1973 opgerichte Britse organisatie die tot doel had de democratie in Indonesië te bevorderen, zich vanaf dat moment meer richtte op Oost-Timor. Reeds bestaande steungroepen voor Oost-Timor, ook in Nederland, kregen beduidend meer gehoor. In de Verenigde Staten werd het East Timor Action Network (ETAN) opgericht, een netwerk dat snel groter werd. Ook in Australië, Japan, Duitsland, Maleisië, Ierland en Brazilië werden soortgelijke groepen opgericht. Het Amerikaans Congres besloot te stoppen met de financiële ondersteuning van het trainen van Indonesische militairen, hoewel de wapenhandel tussen de Verenigde Staten en de Tentara Nasional Indonesia wel bleef doorgaan. Ook het Verenigd Koninkrijk bleef doorgaan met leveren van wapens.
In het onafhankelijk geworden Oost-Timor is 12 november tegenwoordig een nationale herdenkingsdag "voor de Jeugd en de Toekomst". 